# Aeroporto de Paulo Afonso

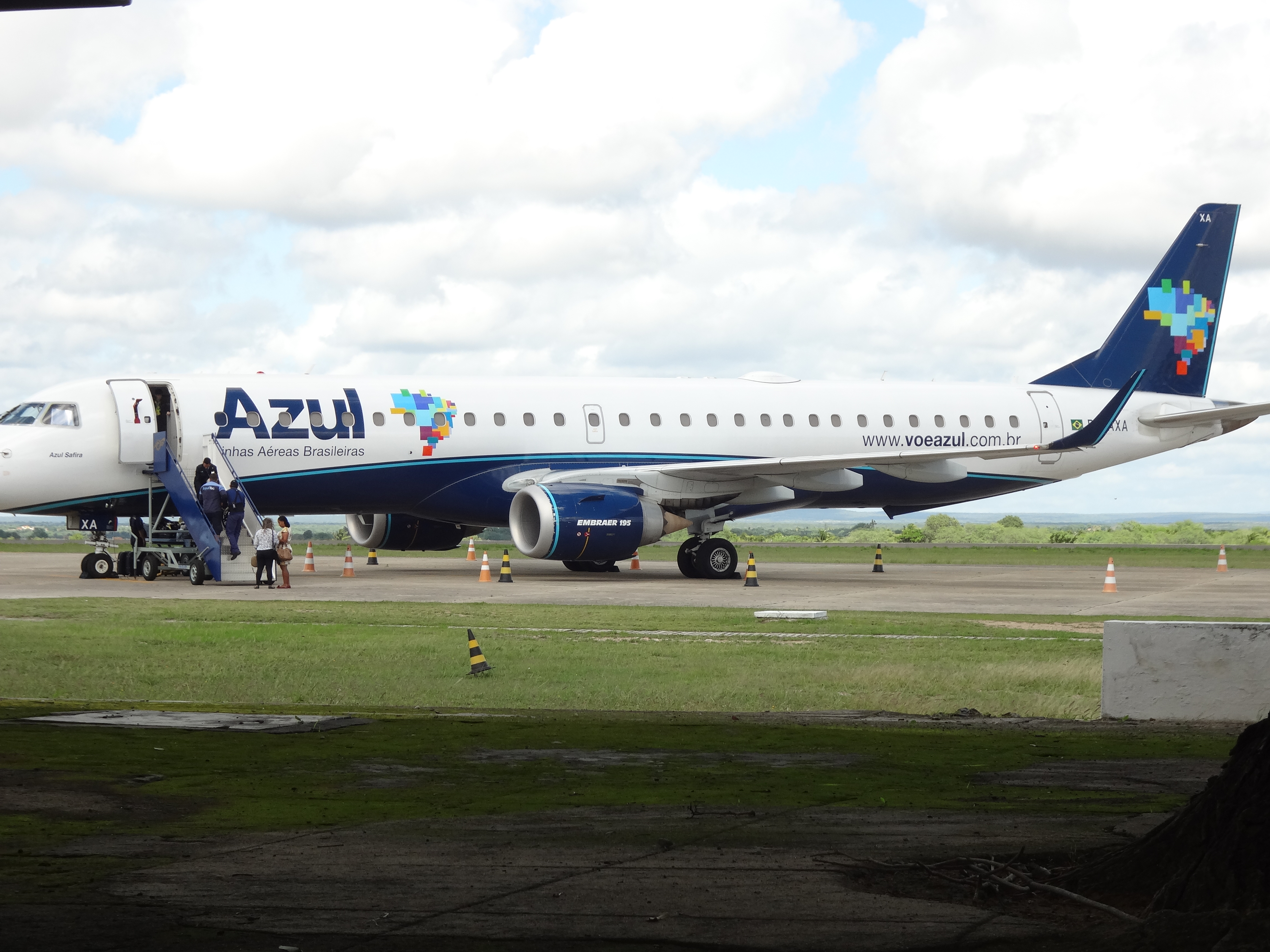
Embraer 195 da Azul no pátio do aeroporto.

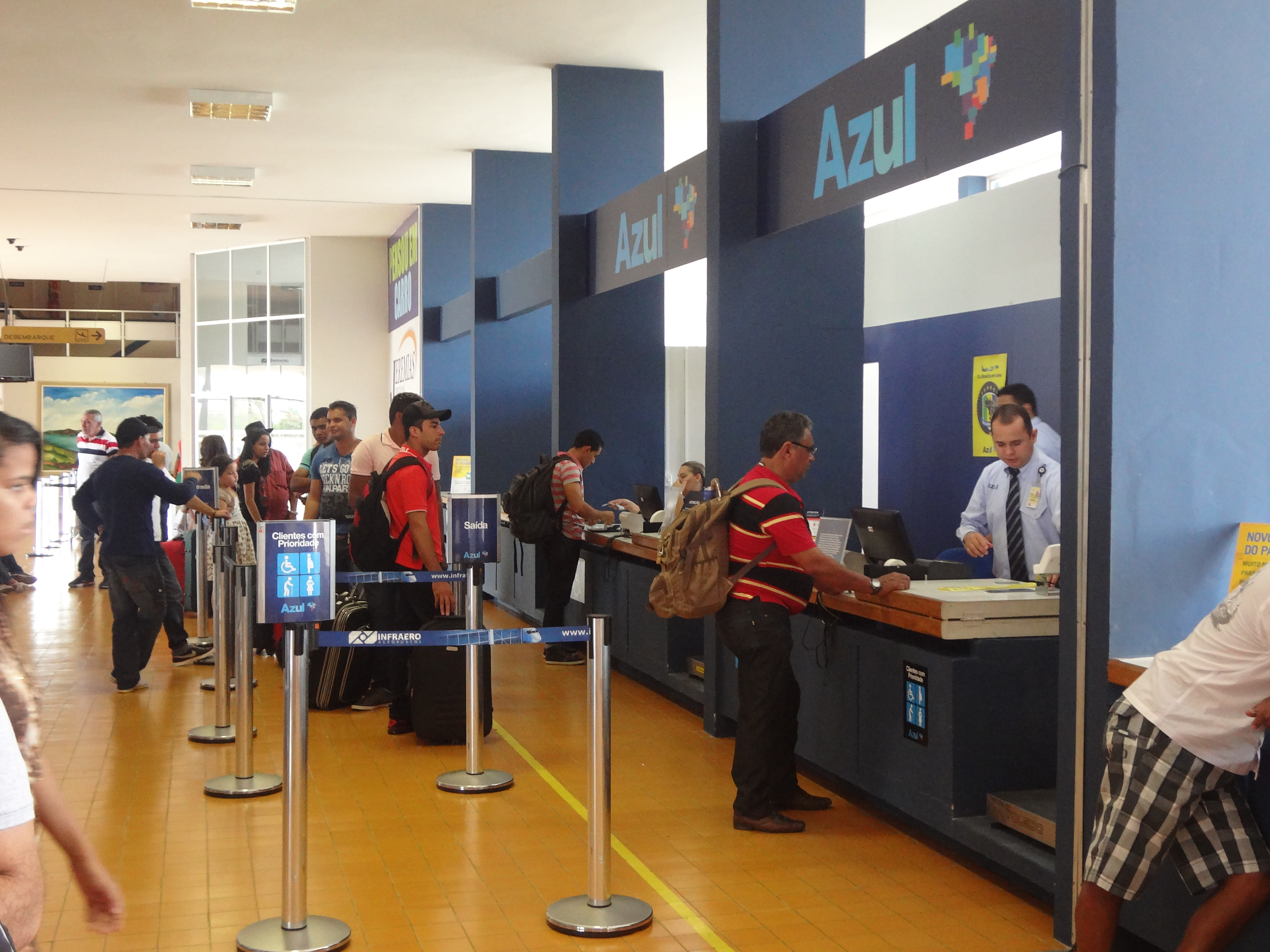
Área de verificação de entrada (check-in).

O Aeroporto de Paulo Afonso, (IATA: PAV, ICAO: SBUF) é um aeródromo público localizado na Rodovia BA-210, em município de mesmo nome, no estado da Bahia. Na Unidade Territorial de Planejamento - UTP de Paulo Afonso existem dois aeródromos, um no próprio município e o outro em Canindé do São Francisco, mas o primeiro era o único que operava vôos regulares. Fica a uma distância de cinco quilômetros do centro da cidade e próximo dos seguintes aeroportos: Aeroporto Internacional de Aracaju (SBAR), Aeroporto Internacional de Petrolina (SBPL) e Aeroporto de Juazeiro do Norte (SBJU). 

## Histórico
Construído em meados de 1972, o aeroporto tinha como objetivo apoiar a construção da usina hidrelétrica homônima da Companhia Hidroelétrica do São Francisco (CHESF)  e, consequentemente, impulsionar o desenvolvimento da região de Paulo Afonso, município considerado como de interesse da segurança nacional até 20 de dezembro de 1984.

## Características estruturais
O sítio aeroportuário ocupa uma área de 1.466 metros quadrados. O terminal de passageiros possui 2.150 metros quadrados, nos quais há um estacionamento gratuito com capacidade para 62 veículos e instalações para 6 unidades comerciais assim distribuídas:
- 1 ponto com 12,5 m² para Varejo;
- 2 pontos para Serviços em 13,35 m²;
- 2 pontos para Alimentação em 27,7 m²;
- 1 ponto com 4 m² para Ações Eventuais. [6]

A operação da pista é diurna e noturna. O farol rotativo de aeródromo possui luz verde e branca. Dispõe de biruta como indicador de direção de pouso. As luzes localizam-se nas laterais, cabeceira e final de pista. A frequência do rádio é 125,85 megahetz.[carece de fontes?]

## Estatísticas
O movimento de passageiros em 2023 no aeroporto apresentou a evolução crescente após dois anos fechado devido a pandemia de Covid-19, conforme tabela abaixo.[carece de fontes?]
| Mês       | Embarque | Desembarque |
| --------- | -------- | ----------- |
| Janeiro   | 602      | 603         |
| Fevereiro | 546      | 431         |
| Março     | 395      | 302         |
| Abril     | 699      | 798         |
| Maio      | -        | -           |
| Total     | 2.242    | 2.125       |

Atualmente operam as companhias Azul Linhas Aéreas, com voos para Recife às terças, quintas e domingos, e a VOEPASS Linhas Aéreas (codeshare com a Latam Airlines), com voos para Salvador às segundas e quartas-feiras. Ambas utilizam o modelo de aeronave ATR 72, com capacidade entre 68 e 70 passageiros. Há perspectiva de que a GOL Linhas Aéreas, que já operou no aeroporto, retorne futuramente com voos para São Paulo.